# Anselm Stehle
Anselm Stehle (* 17. Juli 1925 in Ludwigsburg; † 19. Oktober 2011) war ein deutscher Kaufmann.
Stehle besuchte das Mörike-Gymnasium in Ludwigsburg und studierte nach zwei Jahren Kriegsdienst Betriebswirtschaftslehre an der Technischen Hochschule Stuttgart, der Wirtschaftshochschule Mannheim (an der er auch die kaufmännische Diplomprüfung ablegte) und an der Universität Tübingen. Acht Jahre war er im Prüfungsdienst und Beratungswesen bei Württembergische Wohnungsunternehmen beschäftigt, später als Wirtschaftsprüfer und Niederlassungsleiter der Rheinischen Treuhand-AG in Stuttgart. Von 1968 bis 1982 war er Verbandsdirektor des Bayerischen Genossenschaftsverbandes Schulze-Delitzsch und in diesem Amt auch Mitglied verschiedener Gremien der bayerischen und deutschen Volksbanken- und Genossenschaftsorganisation. Von 1980 bis 1985 gehörte er dem Bayerischen Senat an.